# Vaugneray
Vaugneray és un municipi francès situat al departament del Roine i a la regió d'Alvèrnia-Roine-Alps. L'any 2007 tenia 4.677 habitants.

## Demografia

### Població
El 2007 la població de fet de Vaugneray era de 4.677 persones. Hi havia 1.681 famílies de les quals 410 eren unipersonals (142 homes vivint sols i 268 dones vivint soles), 480 parelles sense fills, 653 parelles amb fills i 138 famílies monoparentals amb fills.
La població ha evolucionat segons el següent gràfic:
Habitants censats

### Habitatges
El 2007 hi havia 1.877 habitatges, 1.714 eren l'habitatge principal de la família, 88 eren segones residències i 75 estaven desocupats. 1.411 eren cases i 436 eren apartaments. Dels 1.714 habitatges principals, 1.172 estaven ocupats pels seus propietaris, 496 estaven llogats i ocupats pels llogaters i 46 estaven cedits a títol gratuït; 50 tenien una cambra, 134 en tenien dues, 285 en tenien tres, 438 en tenien quatre i 807 en tenien cinc o més. 1.379 habitatges disposaven pel capbaix d'una plaça de pàrquing. A 692 habitatges hi havia un automòbil i a 879 n'hi havia dos o més.

### Piràmide de població
La piràmide de població per edats i sexe el 2009 era:
| Homes | Edats   | Dones |
| ----- | ------- | ----- |
| 4     | 95 o +  | 36    |
| 8     | 90 a 94 | 20    |
| 8     | 85 a 89 | 92    |
| 20    | 80 a 84 | 48    |
| 84    | 75 a 79 | 100   |
| 40    | 70 a 74 | 68    |
| 92    | 65 a 69 | 112   |
| 84    | 60 a 64 | 140   |
| 112   | 55 a 59 | 128   |
| 164   | 50 a 54 | 184   |
| 100   | 45 a 49 | 136   |
| 140   | 40 a 44 | 108   |
| 148   | 35 a 39 | 156   |
| 92    | 30 a 34 | 168   |
| 148   | 25 a 29 | 164   |
| 120   | 20 a 24 | 68    |
| 161   | 15 a 19 | 144   |
| 188   | 10 a 14 | 116   |
| 112   | 5 a 9   | 164   |
| 88    | 0 a 4   | 132   |

## Economia
El 2007 la població en edat de treballar era de 2.864 persones, 2.149 eren actives i 715 eren inactives. De les 2.149 persones actives 2.067 estaven ocupades (1.078 homes i 989 dones) i 81 estaven aturades (38 homes i 43 dones). De les 715 persones inactives 226 estaven jubilades, 290 estaven estudiant i 199 estaven classificades com a «altres inactius».

### Ingressos
El 2009 a Vaugneray hi havia 1.774 unitats fiscals que integraven 4.688 persones, la mediana anual d'ingressos fiscals per persona era de 21.464 €.

### Activitats econòmiques
Dels 299 establiments que hi havia el 2007, 3 eren d'empreses extractives, 5 d'empreses alimentàries, 5 d'empreses de fabricació de material elèctric, 15 d'empreses de fabricació d'altres productes industrials, 67 d'empreses de construcció, 47 d'empreses de comerç i reparació d'automòbils, 8 d'empreses de transport, 12 d'empreses d'hostatgeria i restauració, 6 d'empreses d'informació i comunicació, 12 d'empreses financeres, 16 d'empreses immobiliàries, 51 d'empreses de serveis, 38 d'entitats de l'administració pública i 14 d'empreses classificades com a «altres activitats de serveis».
Dels 95 establiments de servei als particulars que hi havia el 2009, 1 era una oficina d'administració d'Hisenda pública, 1 gendarmeria, 1 oficina de correu, 3 oficines bancàries, 1 funerària, 7 tallers de reparació d'automòbils i de material agrícola, 1 taller d'inspecció tècnica de vehicles, 3 autoescoles, 5 paletes, 8 guixaires pintors, 16 fusteries, 10 lampisteries, 19 electricistes, 5 perruqueries, 1 veterinari, 7 restaurants, 3 agències immobiliàries, 2 tintoreries i 1 saló de bellesa.
Dels 15 establiments comercials que hi havia el 2009, 1 era una botiga de menys de 120 m², 5 fleques, 1 una carnisseria, 1 una botiga de roba, 1 una botiga d'electrodomèstics, 1 una botiga de mobles, 1 una botiga de material esportiu, 1 un drogueria, 1 una perfumeria i 2 floristeries.
L'any 2000 a Vaugneray hi havia 48 explotacions agrícoles que ocupaven un total de 1.044 hectàrees.

## Equipaments sanitaris i escolars
El 2009 hi havia 1 un hospital de tractaments de llarga durada, 1 psiquiàtric i 1 farmàcia.
El 2009 hi havia 1 escola maternal i 2 escoles elementals. Vaugneray disposava d'un col·legi d'educació secundària amb 526 alumnes.

## Poblacions més properes
El següent diagrama mostra les poblacions més properes.